# Rambla de Béjar
La rambla de Béjar es un cauce de agua de carácter estacional que constituye el límite geográfico entre los municipios de Lorca y Puerto Lumbreras, en la Región de Murcia, cuyo nacimiento se sitúa en la Sierra de la Torrecilla desaguando en el abanico aluvial sobre la Depresión Prelitoral, en la rambla de Viznaga, afluente del Guadalentín y que también recoge las aguas de otras ramblas como La Torrecilla, Vilerda o Nogalte. Es en esta zona donde se sitúan la mayor parte de los aprovechamientos de esta rambla.

## El aprovechamiento del agua

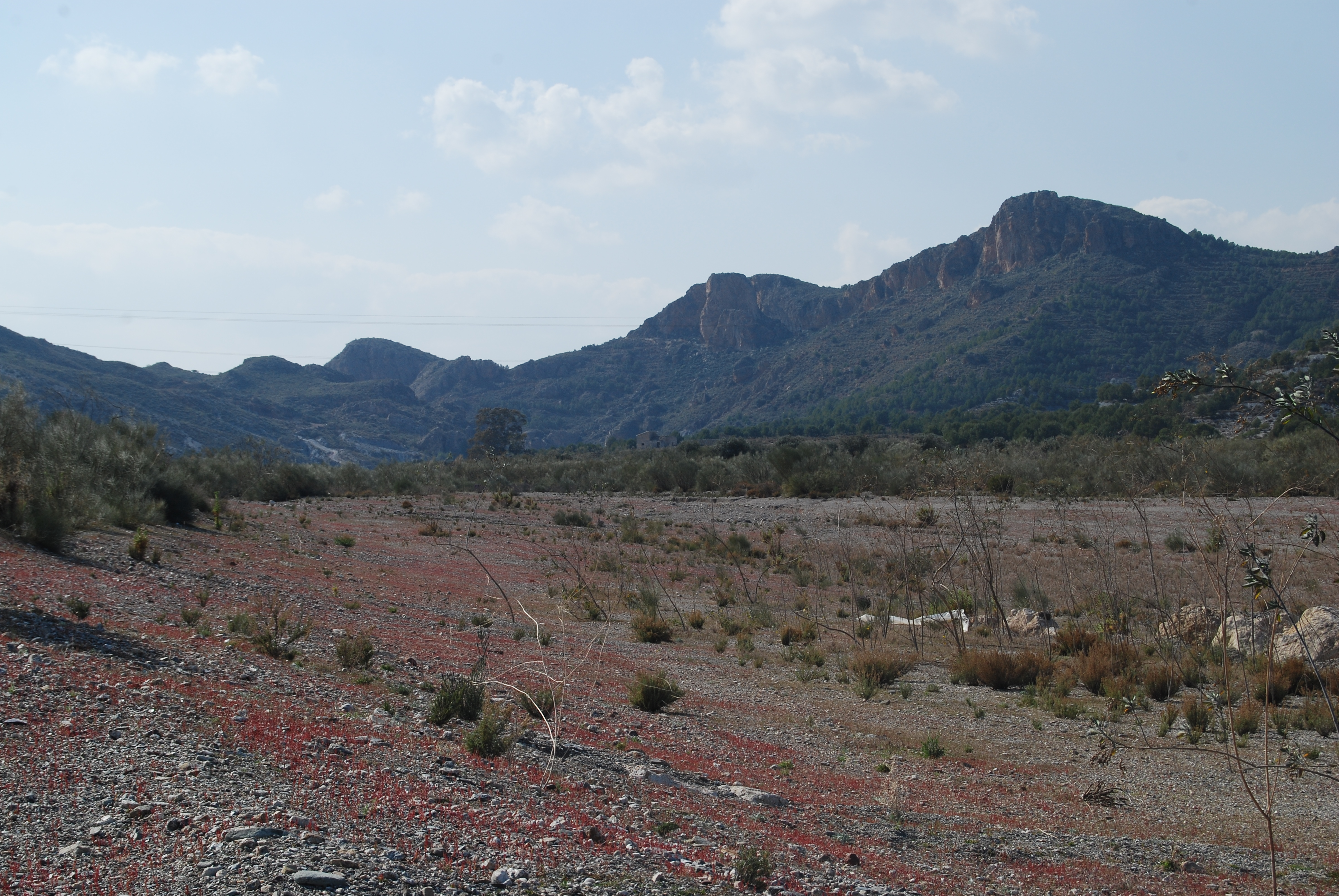
Cauce de la rambla de Béjar

En la rambla de Béjar existe un sistema combinado de presas subálveas y galerías filtrantes con lumbreras que permiten el aprovechamiento de las aguas para abastecimiento y riego.
El sistema se inicia en la presa de Béjar, situada aguas abajo del estrecho de Peñas de Béjar. Atraviesa en una diagonal de 60 metros de longitud el lecho de la rambla, aprovechando al máximo las aguas de lluvia que recoge su amplia cabecera y la que se le adosa una galería con tres lumbreras en la que penetra el agua mediante orificios situados en su pared anterior. Desde ahí el agua se conduce hasta una abrevadero y un lavadero mediante una galería con lumbreras, de casi 1000 metros de longitud, 50 centímetros de anchura y 1,40 metros de altura, con el techo en forma de bóveda. Finalmente el agua se deriva hasta una balsa a la espera de ser utilizada para riego. Dicha balsa tiene unas dimensiones de 25m² de superficie y 2 metros de profundidad.

## Los Molinos de la rambla de Béjar

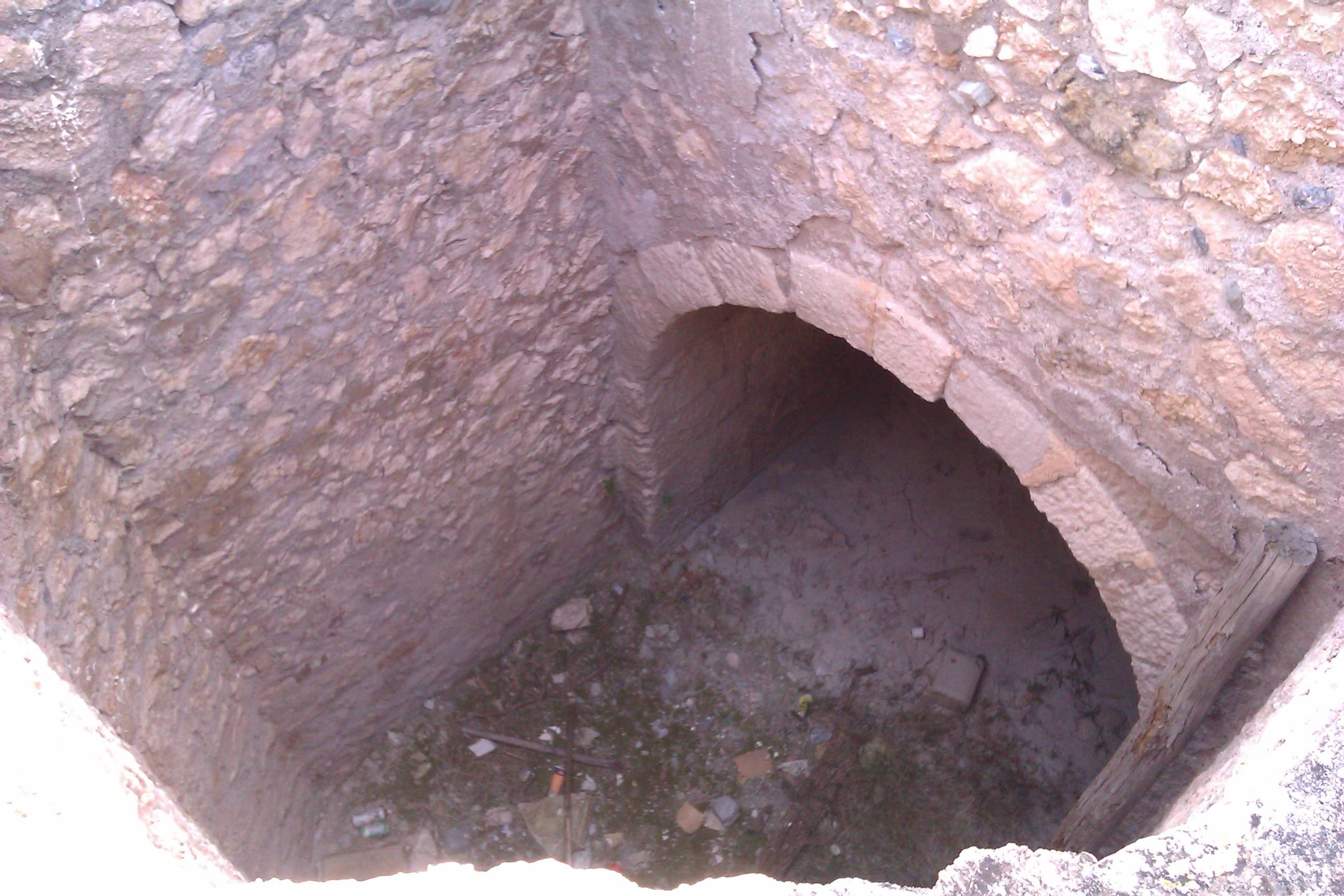
Molino de Béjar II

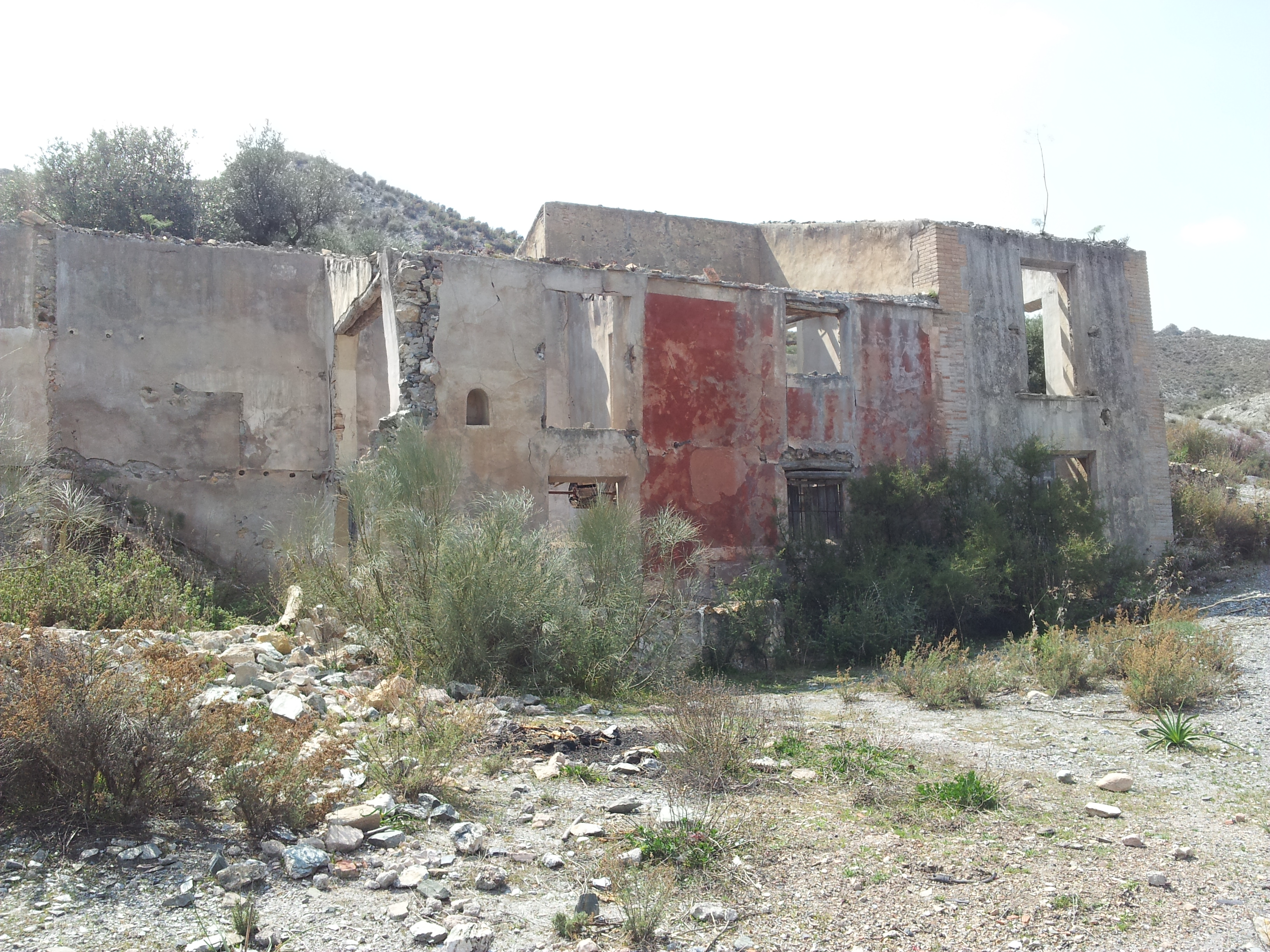
Estado actual del molino

En la margen derecha de la rambla de Béjar se sitúan dos molinos hidráulicos harineros que reciben el agua que accionaba su maquinaria a través de una acequia de piedra y cal hidráulica desde el estrecho de Las Peñas de Béjar. Proporcionaban los recursos hídricos necesarios para el riego de los bancales estrechos y alargados en esta margen, dedicados fundamentalmente a cereal, olivar y granado.

### Molino de Béjar I o Las Peñas
Molino harinero cuya construcción se remonta al año 1767, según solicitud realizada por D. Alfonso Osorio al concejo de Lorca. Cuenta con un cubo de tres metros, con una profundidad de 10 metros, y una acequia que llega hasta la caz del cubo mediante arcadas, un acueducto con una longitud que supera los sesenta metros .

### Molino de Béjar II o de Bubillos
Se sitúa un kilómetro aguas abajo del Molino de Béjar I, en la misma margen de la rambla. Actualmente se encuentra ruinas, conservando únicamente restos muy deteriorados de la maquinaria.

Está compuesto por tres espacios adosados, cada uno de ellos con su puerta y ventanas a los lados o en la parte superior y los techos 
completamente colapsados. En el edificio de la derecha, adosado a su fachada principal, se conserva parte de la cávea, salida del agua protegida por un muro de mampostería de piedra, sólido y en buen estado.En el flanco occidental del molino, aún se observa la balsa de la que parten dos canalizaciones, uno de entrada y otro de salida de aguas. En la parte posterior, se situaba un cubo de chapa de hierro adosado a la construcción. En la cara oeste de la casa se aprecia la balsa asociada al molino de la que surge un canal de agua y a la que llega otro canal, que se pierde visualmente bajo la tierra de alrededor.

## Naturaleza

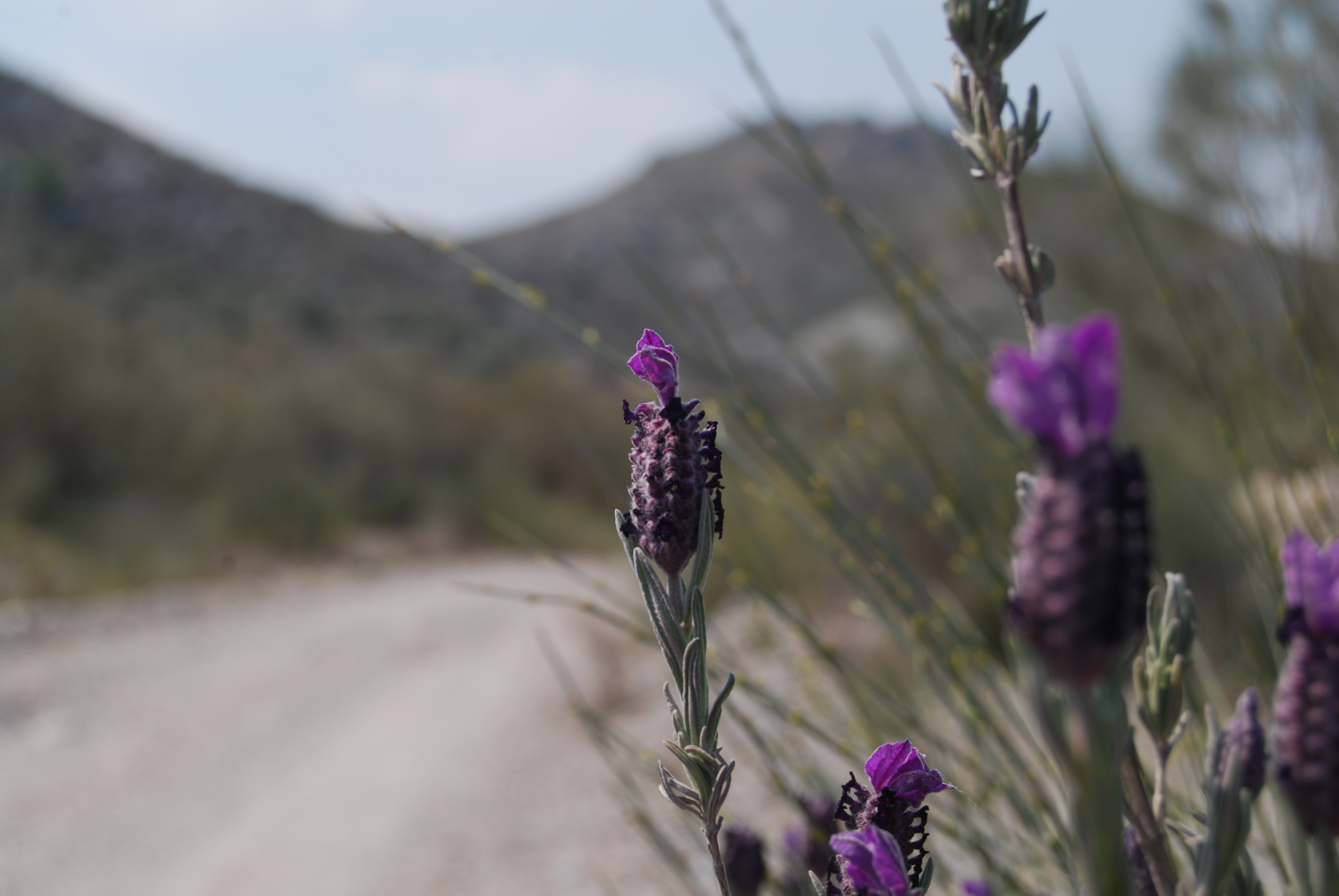
Vegetación típica de la rambla de Béjar

La especie más representada junto al cauce de la rambla son los tarays, junto a varias especies de Limonium. En los alrededores de la balsa, es posible encontrar ejemplares arbustivos de baladre (Nerium oleander), juncos, olmos, helechos como el culantrillo de pozo (Adiantum capillus-veneris) y otra vegetación asociada a ecosistemas de rambla que sirve de refugio para la fauna: pájaros mosquiteros, culebras de escalera ….etc.

## Yacimientos Prehistóricos
En las proximidades de la rambla se conocen varios yacimientos que documentan la importancia estratégica de esta zona desde la Prehistoria. Destaca el poblado de Peñas de Béjar, situado en la margen izquierda, un poblado en altura en el que se conservan estructuras murarias de hábitat rodeadas por un recinto defensivo formado por un muro construido con bloques de piedra dispuestas a hueso, que llega a alcanzar hasta 1 m de grosor y 0,90 m de alzado máximo. En el propio relieve, existen diferentes covachas que podrían haber sido utilizadas como lugar de enterramiento por los habitantes del poblado.
En la margen contraria se conocen dos yacimientos más: Peñas de Béjar I, interpretado como un hábitat fortificado de época argárica, y Peñas de Béjar II, una estructura defensiva probablemente relacionado con el poblado anterior.